# SpaceX CRS-2
SpaceX CRS-2, també conegut com a SpX-2, va ser el quart vol per la nau espacial de subministrament no tripulada Dragon de SpaceX, el cinquè vol oficial del coet de dos etapes Falcon 9 en versió 1.1, i la segona missió operacional de SpaceX contractada per la NASA sota un contracte de Commercial Resupply Services.
El llançament va tenir lloc l'1 de març de 2013.
Es va produir un petit problema tècnic en la nau espacial Dragon que va implicar les beines de propulsors del RCS en arribar a l'òrbita, però va ser recuperable. El vehicle va ser alliberat de l'estació el 26 de març de 2013, a les 10:56 GMT, i va caure a l'oceà Pacífic a les 16:34 GMT.

## Història
El trasllat de la primera etapa del Falcon 9 des de Texas a la Zona de Llançament de Florida es va retardar a causa de la investigació en curs per l'error del motor que es va produir en el vol anterior. A finals de novembre de 2012, es va informar que el CRS-2 Falcon 9 seria transportat a Cap Canaveral. Es va realitzar una prova de foc estàtica al CRS-2 Falcon 9 el 25 de febrer.

## Primícies
La secció sense pressuritzar del Dragon, que permet transportar subministraments sense pressuritzar a la ISS, va tenir el seu primer ús en aquest vol. En aquest vol sense pressuritzar la càrrega consistia en dos Heat Rejection Subsystem Grapple Fixtures (HRSGFs), que són essencialment les barres que s'han d'adjuntar als radiadors de la ISS per permetre el moviment de propers treballs.

## Càrrega útil
Quan es va llançar el CRS-2 Dragon, estava omplert de 677 kg de subministraments, 575 kg sense empaquetar. Es va incloure 81 kg de subministraments a la tripulació, 347 kg d'experiments i maquinari científics, 135 kg de maquinari per a l'estació i altres objectes diversos, entre ells un exemplar de CD de la cançó "Up in the Air" del grup de rock 30 Seconds to Mars, que es va estrenar a bord de l'Estació Espacial Internacional el 18 de març de 2013 durant una retransmissió de NASA TV des de l'estació.
El Dragon va retornar 1.370 kg de subministraments, 1.210 kg sense empaquetar. Es va incloure 95 kg de subministraments a la tripulació, 660 kg d'experiments i maquinari científics, 401 kg de maquinari per a l'estació, 38 kg d'equip de vestits espacials i altres objectes diversos.

## Anomalia de les beines dels propulsors del Dragon i efecte en l'encontre programat (1 al 3 de març)

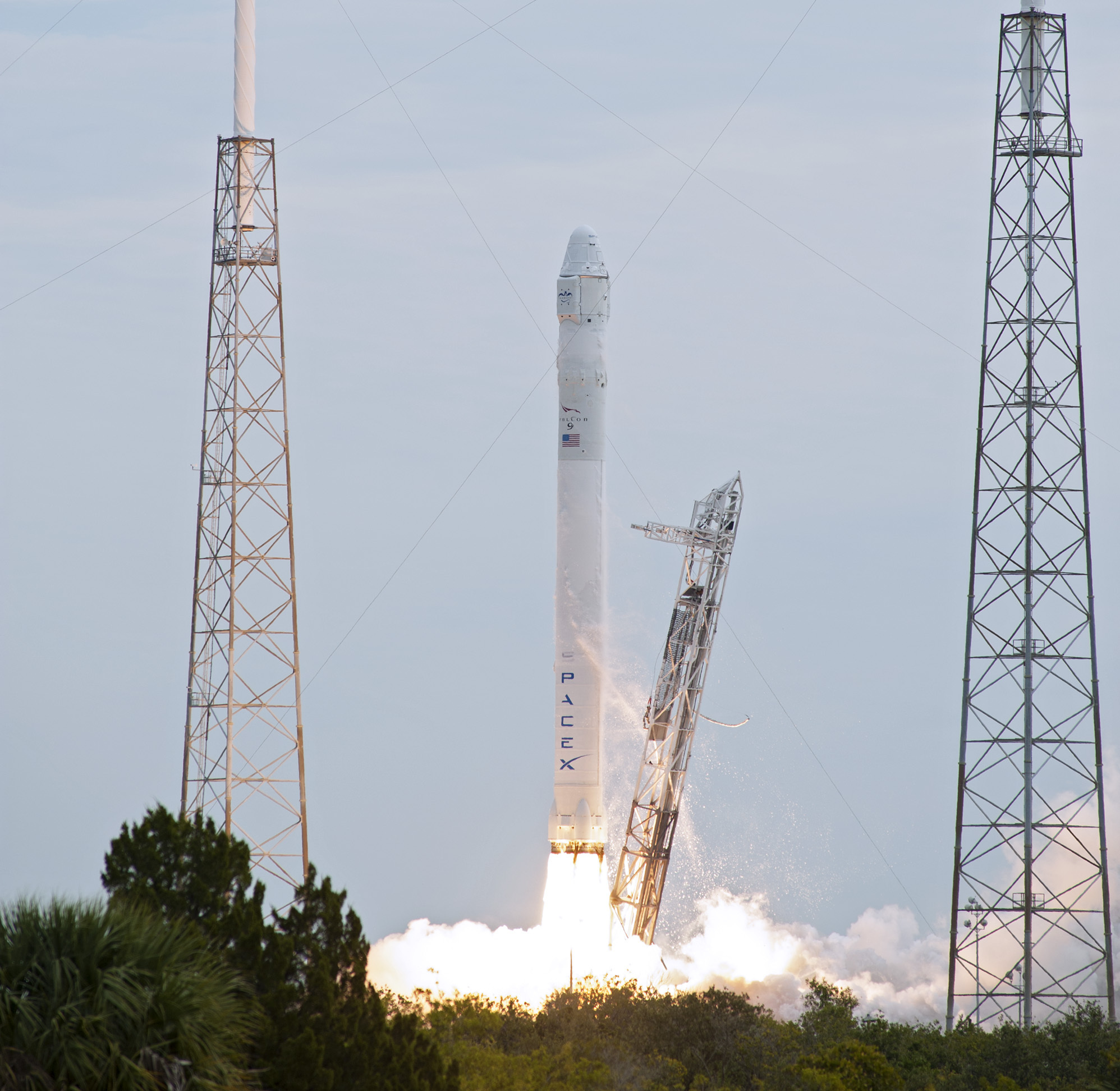
El CRS-2 dins del Falcon 9 d' SpaceX enlairant-se l'1 de març de 2013.

Poc després de la separació de la segona etapa 2, a les 15:45 UTC de l'1 de març de 2013, la nau espacial Dragon va patir problemes tècnics relacionats amb el sistema de propulsió. "En encebar els seus quatre Draco Thruster Pods, el vehicle va detectar pressurització insuficient en el sistema d'oxidant (tetraòxid de dinitrogen)" de tres de les beines que" va causar que els Ordinadors d'Abord activin el Passive Abort Mode del vehicle." En aquest mode, la Dragon no executa cap operació orbital. El seu sistema propulsor es va desactivar i els panells solars no es van desplegar fins que el vehicle no havia aconseguit la seva pròpia altitud pel desplegament dels panells solars. "La Dragon està programat per no obrir les matrius solars fora de la seva d'altitud apropiada per evitar el contacte amb la segona etapa. Aquesta regla s'utilitza per situacions on la Dragon no està ben separada de l'impulsador Falcon 9. A mesura que passava el temps, els equips de treball en el Control de Missió de SpaceX, MCC-X a Hawthorne, Califòrnia, van iniciar avaluacions de la qüestió."

Durant els primers minuts i hores de la missió, les notícies de progrés de la missió va arribar en bits, algunes a través dels mitjans socials. Una actualització d'Elon Musk al Twitter va aclarir que no hi havia un 
"Problema amb les beines de propulsors del Dragon. El sistema va inhibir de tres de les quatre per a la inicialització. A punt d'anul·lar la instrucció d'inhibició."
A les 16:12, Elon Musk va anunciar que "la instrucció d'anul·lació d'inhibició" s'efectuaria que el mòdul Dragon fos "A punt de passar per l'estació terrestre d'Austràlia."
Inicialment el desplegament dels panells solars es va dur a terme "fins que almenys dues beines propulsores eren actives." El Control de la Missió de SpaceX va decidir en procedir amb el desplegament dels panells solars a causa de les temperatures dels panells, mentre que la nau no estava en control de l'actitud activa at 16:40: "Thruster pod 3 tank pressure trending positive. Preparing to deploy solar arrays." A les 16:50, els panells solars van ser desplegats amb èxit en la nau Dragon.
Tres de les quatre beines propulsores de la nau Dragon van ser operatives per a l'atracatge amb l'Estació Espacial Internacional. Després de fer les correccions, SpaceX va recuperar el control de totes les 4 beines propulsores i va poder corregir el seu curs a l'ISS. D'acord amb Elon Musk, "Tots els sistemes són en verd." Els oficials de la NASA van declarar que la nau no es retrobaria amb l'ISS el 2 de març com estava programat originalment. En el seu lloc, es retrobaria en el 3 de març.
La Dragon va ser capturada pel Canadarm2 pel Comandant de la NASA de l'Expedició 34, Kevin Ford i l'Enginyer de Vol de la NASA, Tom Marshburn a les 10:31 UTC (5:31 AM EST) del 3 de març, i es va atracar al punt més baix (cara terrestre) del port d'acoblament del mòdul Harmony a les 13:56 UTC (8:56 AM EST).

## Resta de la missió (3 al 26 de març)

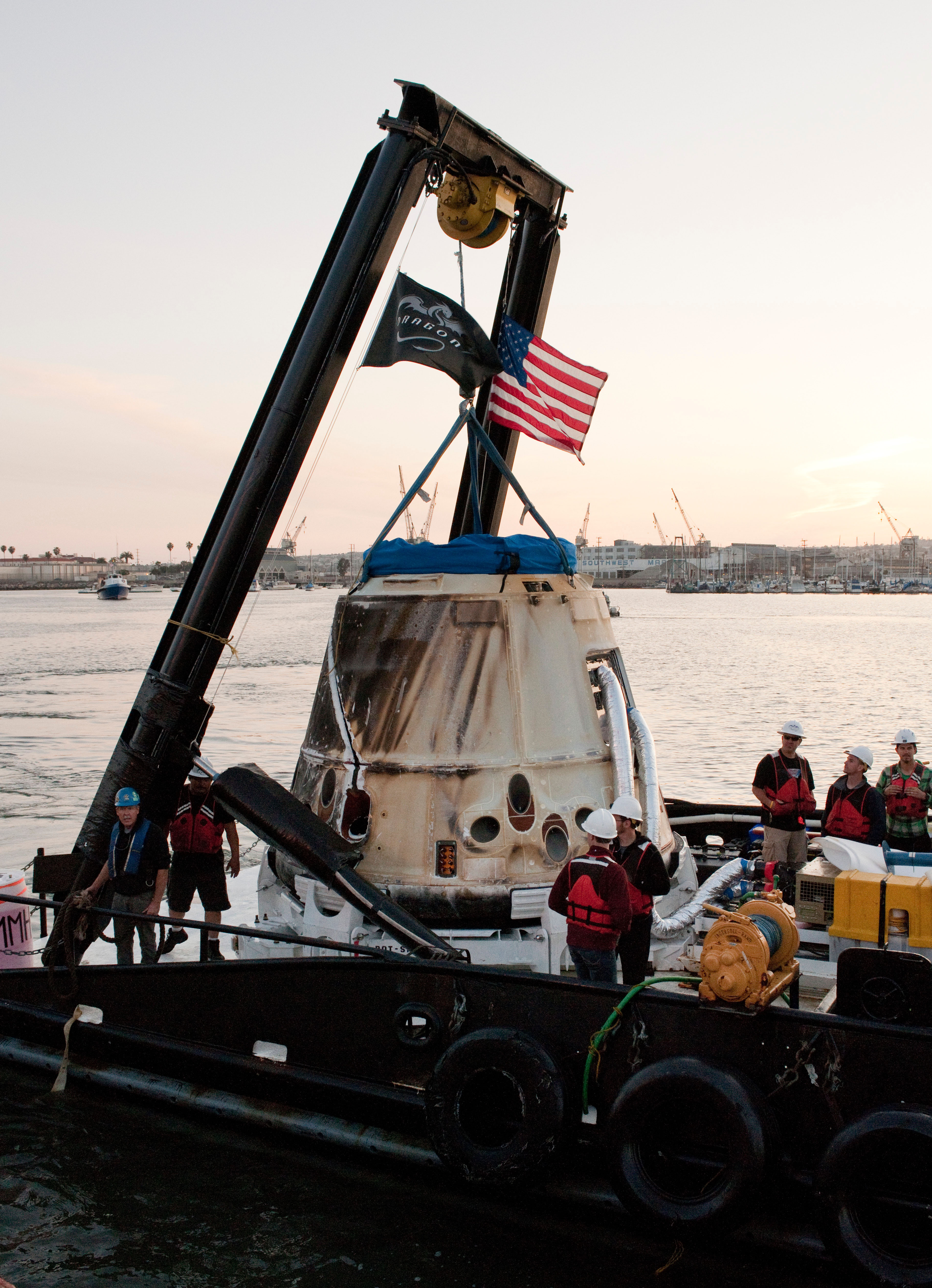
La càpsula Dragon després d'haver estat transportada a la costa el 27 de març de 2013.

El 6 de març de 2013, el Canadarm2 de l'estació va retirar les barres d'unió de la secció del Dragon. Aquest esdeveniment va marcar el lliurament de la càrrega no pressuritzada d'una nau espacial comercial a l'ISS per primer cop.
El retorn de la nau cap a la Terra va ser ajornat al 26 de març a partir de la data prevista del 25 de març a causa de les inclemències del temps prop del seu lloc d'amaratge específic en l'Oceà Pacífic. El dia addicional transcorregut adjunt al laboratori orbital no va afectar les mostres científiques programades pel retorn a bord de la nau espacial.
El 26 de març, la Dragon va ser desacoblada del node Harmony pel Canadarm2 a les 4:10 a.m. EDT per les instruccions dels controladors de terra. L'alliberament del Canadarm2 va tenir lloc a les 6:56 a.m. EDT. Llavors la tripulació de l'Expedició 35 va controlar la nau suaument per realitzar la sortida de l'Estació Espacial Internacional. La nau Dragon de SpaceX va encendre els seus motors per últim cop el dimarts a les 11:42 a.m. EDT enviant-lo a l'atmosfera terrestre per a l'amaratge a l'Oceà Pacífic a les 12:34 p.m. Un equip d'enginyers, tècnics i altres treballadors de SpaceX van recuperar el vehicle i la seva càrrega fins a la costa de Baja, Califòrnia, el viatge de tornada a la costa va tardar unes 30 hores.